# Magelonidae
Magelonidae — родина багатощетинкових червів ряду Canalipalpata. Містить 67 видів у двох родах.

## Поширення
Родина поширена в океанах по всьому світу. Її представники живуть у донному осаді.

## Опис
Magelonidae вирізняються довгим прямим тілом з лускатим простомієм, від якого відходить пара довгих пальп з численними присосками. Щелепи відсутні.

## Роди
- Magelona O.F.Müller, 1858 — 66 видів;
- Octomagelona Aguirrezabalaga, Ceberio & Fiege, 2001 — 1 вид.